# Bahnhof Breitenstein

Der Bahnhof Breitenstein ist eine Haltestelle an der Semmeringbahn in der Gemeinde Breitenstein in Niederösterreich. Das denkmalgeschützte Aufnahmegebäude liegt sehr nahe beim Ortszentrum, am Fuße des Kreuzberges, und auf einer Höhe von 791 Meter. Der Bahnhof steht als Teil der Semmeringbahn unter Denkmalschutz (Listeneintrag).

## Nutzung
| Linie | Strecke | Takt (min)          | Anmerkung                                        |
| ----- | --- | ------------------- | ------------------------------------------------ |
| R     | PAYERBACH-REICHENAU – Küb – Eichberg am Semmering – Klamm-Schottwien – Breitenstein – Wolfsbergkogel – SEMMERING (- Steinhaus – Spital am Semmering – MÜRZZUSCHLAG)                                                                          | '90 – '120 – '180   | einzelne Züge werden bis Mürzzuschlag verlängert |
| REX   | MÜRZZUSCHLAG – Spital am Semmering – Steinhaus – Semmering – Breitenstein – Klamm-Schottwien – Payerbach-Reichenau – Schlöglmühl – Gloggnitz – Pottschach – Ternitz – Neunkirchen – St.Egyden – Wr.Neustadt Hbf. – Wien Meidling – Wien HBF. | ein Zugpaar täglich | am Wochenende spätere Verkehrszeit               |

Der Bahnhof der Semmeringbahn wird von Regionalzügen der Relation Payerbach-Reichenau – Semmering bedient, wobei einzelne Züge Richtung Semmering auch nach Mürzzuschlag durchgebunden werden. Samstags wird der letzte Zug bis zum Grenzbahnhof Spielfeld-Straß geführt.
Außerdem verkehrt täglich ein REX-Zugpaar Wien – Mürzzuschlag.
Der Bahnhof ist bei Wanderern sehr beliebt, weshalb an Wochenenden hier mehr Züge verkehren als werktags.

## Ausstattung
Der Bahnhof besitzt drei Durchgangsgleise, wovon eines als Überholgleis für beide Richtungen genutzt wird. An den äußeren Gleisen sind die Bahnsteige 1 und 2 angeschlossen.
Zum Bahnhof gehören auch ein Abstellgleis für Güterwagen und ein kleiner Materialschuppen.

## Besonderes

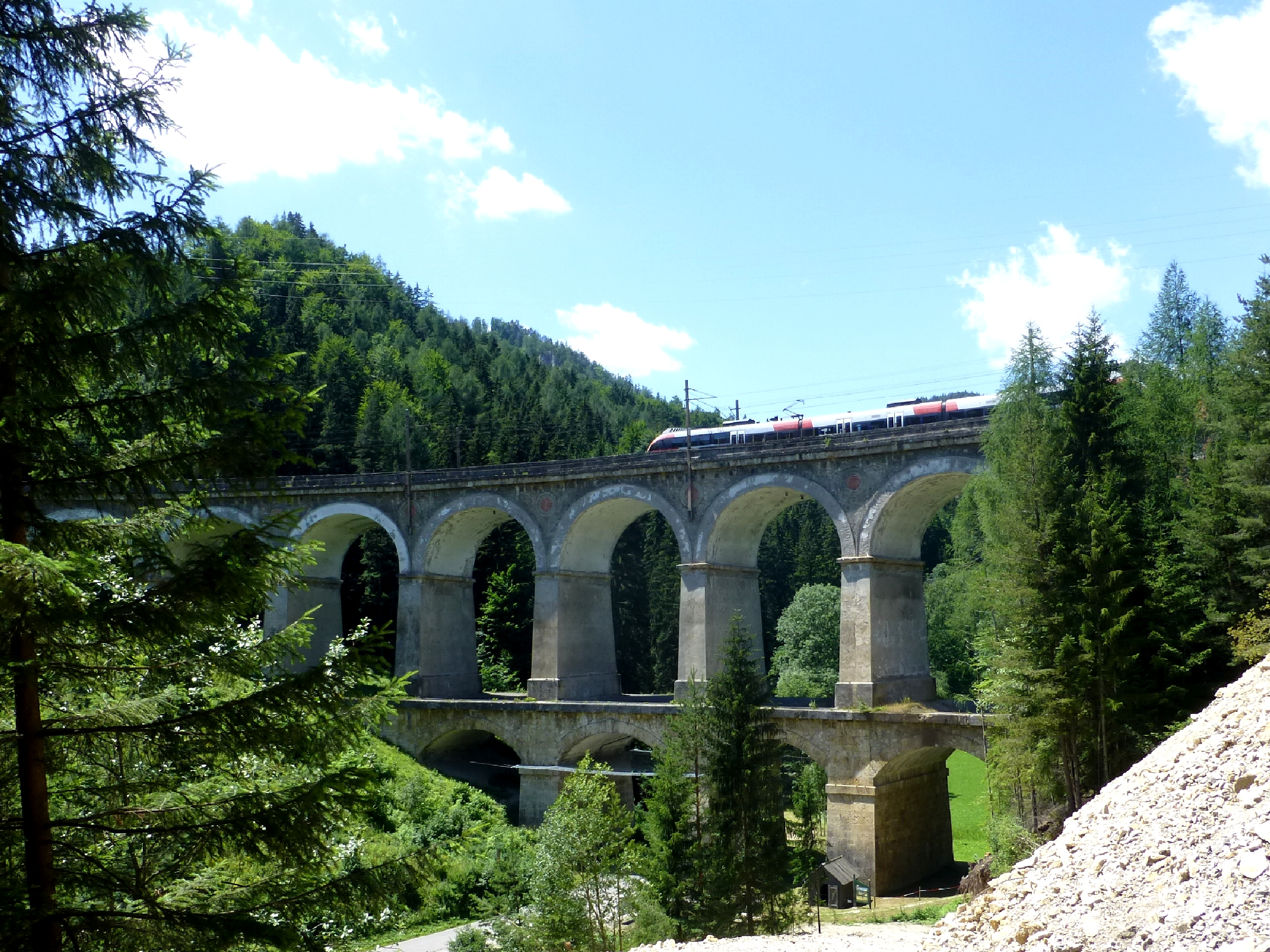
Kalte-Rinne-Viadukt

In der Nähe des Bahnhofs Breitenstein befindet sich das bekannte Kalte-Rinne-Viadukt.